# Naviraí
Naviraí est une ville brésilienne de l'État du Mato Grosso do Sul. Sa population était estimée à 47 899 habitants en 2011. La municipalité s'étend sur 3 194 km2.

## Maires
| Période | Période | Identité       | Étiquette | Qualité |
| ------- | ------- | -------------- | --------- | ------- |
| 2009    | 2012    | Zelmo de Brida | PR        |         |